# Университет
Университет (от латински: universitas – цяло) е място, средище за висше образование за обучение на студенти и научни изследвания, което предоставя обучение в различни научни области и при завършването му образователни и научни степени, като първоначалната е бакалавърска степен и магистърска степен, както и следдипломно обучение.
Думата „университет“ произлиза от латинския израз „universitas magistrorum et scholarium“, което означава „общо (общност от) учители и учени“.

## Понятие
В днешно време по степен на образование университетът е висше училище, съставено от основни учебни звена (факултети) и техни подразделения (катедри), със спомагателни учебни и научноизследователски звена (институти, департаменти и др.) от различни клонове на науката. Ръководи се от ректор (или президент), в който преподавателите (хабилитирани – професори и доценти, и нехабилитирани – техните асистенти) обучават чрез лекции, семинари и изследователска работа студентите по различни академични дисциплини – фундаментални (водещи началото си от средновековното богословие и каноничното право; от средновековната медицина и фармация и от средновековните седем свободни изкуства – граматика, реторика, диалектика, аритметика, геометрия, астрономия и теория на музиката) и специални.

## История
Началото на университета е поставено в древногръцкия и римския период, когато е имало някои организации за  образование и обучение, първата институция, която формира основата за днешните университети, е Академията, основана от древногръцкия философ Платон през IV век пр. н. е. Няма точна информация за датата на създаване на това училище и как то функционира. Започва около 387 г. пр. н. е. с редовни срещи в него на група хора, които се интересуват от философия, наука, история и изкуство, на земя, собственост на Платон, близо до гимназията в района, наречен „Академия“ извън древния град Атина.  Академията, която не е имала отличия между ученици и учители, не е имала конкретна учебна програма или ограничение на предмета и поне не е застъпвала определена доктрина по времето на Платон, вероятно е била мястото, където поставените проблеми са били обсъждани и решавани заедно.  Въпреки че това училище продължава да работи на едно и също място поне три века, характерът му се променя с течение на времето и през това време тук са били много философи като ученика на Платон Аристотел.
През 425 г. в Константинопол е създадено висше учебно заведение. Основано е от 24-годишния император Флавий Теодосий Млади за обучение на млади хора по медицина, философия, риторика и право. През 849 г. Варда, регент и вуйчо на малолетния император Михаил III, разширява школата, наричана Магнаурска школа, и тя се превръща в първия европейски университет, тъй като това по-късно става Константинополски университет.
Книжовни школи в България са Търновската, Преславската и Охридската, като най-силно влияние има Търновската книжовна школа, днес Великотърновският университет. 
Първите университети в Африка са основани в Тунис и Мароко. През 703 г. в днешния град Тунис е създаден университетът Зетуна, а през 859 г. в град Фес (Мароко) – университетът Карауин.  В днешния смисъл първите университети в Азия се намират в Багдад през периода на Абасидите.
В Европа университетите възникват през Средновековието като католически средни или висши училища под властта на католическата църква (основни университетски средища са в Париж, в Англия, Оксфорд и други, в южна Европа, например университетът в Болоня), появили се вследствие от развитието на катедралните, манастирските и частните средновековни училища.
За първи съвременен университет в България се счита Софийският университет „Свети Климент Охридски“ в София, основан през 1888 г. и прераснал в университет през 1904 г.

## Най-стари университети
| №   | Година | Град (държава)      | Бележка                                                                | №   | Година | Град (държава)       | Бележка |
| --- | ------ | ------------------- | ---------------------------------------------------------------------- | --- | ------ | -------------------- | --- |
| 1.  | 849    | Константинопол      | Магнаурска школа (не се признава в някои класации)                     | 16. | 1240   | Сиена (Италия)       | не се признава в някои класации                                                                                   |
| 2.  | 859    | Фес (Мароко)        | Ал-Карауин (в някои класации се счита за най-стария университет)       | 17. | 1257   | Париж Сорбона        | в някои класации не се приема за новосъздаден университет                                                         |
| 3.  | 885    | Велики Преслав      | Преславска книжовна школа (не се признава в някои класации)            | 18. | 1289   | Монпелие (Франция)   | не се признава в някои класации                                                                                   |
| 4.  | 886    | Охрид               | Охридска книжовна школа (не се признава в някои класации)              | 19. | 1290   | Коимбра (Португалия) | първоначално базиран в Лисабон до 1308 г., отново връщан в столицата между 1338 и 1354 г., и между 1377 и 1537 г. |
| 5.  | 988    | Кайро (Египет)      | Ал-Азхар (не се признава в някои класации)                             | 20. | 1303   | Рим                  | |
| 6.  | 10 век | Салерно (Италия)    | Салернска лекарска школа, до 1861 г. (не се признава в някои класации) | 21. | 1308   | Перуджа (Италия)     | |
| 7.  | 1088   | Болоня (Италия)     | в някои класации се определя за най-стария университет в Европа        | 22. | 1321   | Флоренция (Италия)   | не се признава в някои класации                                                                                   |
| 8.  | 1100   | Париж               | по-късно се обединява със Сорбоната                                    | 23. | 1339   | Гренобъл (Франция)   | не се признава в някои класации                                                                                   |
| 9.  | 1167   | Оксфорд (Англия)    | Оксфордски университет (обучението започва през 1096 г.)               | 24. | 1343   | Пиза (Италия)        | |
| 10. | 1175   | Модена (Италия)     | не се признава в някои класации                                        | 25. | 1346   | Валядолид (Испания)  | |
| 11. | 1209   | Кеймбридж (Англия)  | Кеймбриджки университет                                                | 26. | 1348   | Прага (Чехия)        | Карлов университет                                                                                                |
| 12. | 1218   | Саламанка (Испания) |                                                                        | 27. | 1361   | Павия (Италия)       | |
| 13. | 1222   | Падуа (Италия)      | закриван е 3 пъти                                                      | 28. | 1364   | Краков (Полша)       | Ягелонски университет (след няколко години закрит и възстановен през 1400 г.)                                     |
| 14. | 1224   | Неапол (Италия)     | закриван е многократно                                                 | 29. | 1365   | Виена (Австрия)      | |
| 15. | 1229   | Тулуза (Франция)    | закрит през 1793 г., отново открит в края на 19 век                    | 30. | 1367   | Печ (Унгария)        | не се признава в някои класации                                                                                   |

## Галерия
- Юнивърсити колидж в Оксфорд, Обединеното кралство
- Хайделбергски университет, Германия
- Лекция по математика в Техническия университет в Хелзинки, Финландия
- Церемония по награждаването в Оксфордския университет. Ректорът е облечен с пелерина и качулка като магистър, проктор в официална пелерина и новите доктори по философия с изцяло червени пелерини. Зад тях е глашатай, доктор, бакалаври на изкуствата и завършилите медицина